# Illa Sant Nicolau

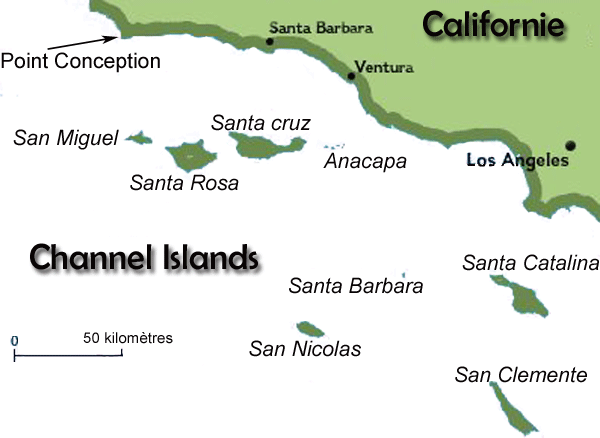
Les illes de Santa Bàrbara, davant de Los Angeles.

San Nicolás (Sant Nicolau) (abreujat a vegades a San Nic o SNI) és la més remota de les illes de Califòrnia. Forma part del comtat de Ventura i de les illes Santa Bàrbara.
Els seus 54 km² són actualment controlats per l'armada estatunidenca, que utilitza l'illa com a camp d'entrenament i de proves d'armament.
| Illes Santa Bàrbara                                                                                            |
| --- |
| Anacapa · Sant Climent · Sant Miquel · Sant Nicolau · Santa Bàrbara · Santa Catalina · Santa Cruz · Santa Rosa |